# Olimpiai érmesek listája vívásban (nők)
Ez a lap a női olimpiai érmesek listája vívásban 1924-től 2024-ig.

## Éremtáblázat (1924–2024)
(A táblázatokban Magyarország és a rendező nemzet sportolói eltérő háttérszínnel, az egyes számoszlopok legmagasabb értéke vagy értékei vastagítással kiemelve.)
| A nyári olimpiai játékok éremtáblázata női vívásban | A nyári olimpiai játékok éremtáblázata női vívásban | A nyári olimpiai játékok éremtáblázata női vívásban | A nyári olimpiai játékok éremtáblázata női vívásban | A nyári olimpiai játékok éremtáblázata női vívásban | Olimpia  |
| --------------------------------------------------- | --------------------------------------------------- | --------------------------------------------------- | --------------------------------------------------- | --------------------------------------------------- | -------- |
|                                                     | Ország                                              | Arany                                               | Ezüst                                               | Bronz                                               | Összesen |
| 1.                                                  | Olaszország (ITA)                                   | 12                                                  | 9                                                   | 10                                                  | 31       |
| 2.                                                  | Magyarország (HUN)                                  | 8                                                   | 6                                                   | 8                                                   | 22       |
| 3.                                                  | Oroszország (RUS)                                   | 6                                                   | 3                                                   | 2                                                   | 11       |
| 4.                                                  | Franciaország (FRA)                                 | 5                                                   | 8                                                   | 6                                                   | 19       |
| 5.                                                  | Egyesült Államok (USA)                              | 5                                                   | 3                                                   | 5                                                   | 13       |
| 6.                                                  | Szovjetunió (URS)                                   | 5                                                   | 3                                                   | 2                                                   | 10       |
| 7.                                                  | Kína (CHN)                                          | 3                                                   | 4                                                   | 3                                                   | 10       |
| 8.                                                  | NSZK (FRG)                                          | 3                                                   | 2                                                   | 1                                                   | 6        |
| 8.                                                  | Az Orosz Olimpiai Bizottság versenyzői (ROC)        | 3                                                   | 2                                                   | 1                                                   | 6        |
| 10.                                                 | Ukrajna (UKR)                                       | 3                                                   | 1                                                   | 3                                                   | 7        |
| 11.                                                 | Románia (ROU)                                       | 2                                                   | 5                                                   | 4                                                   | 11       |
| 12.                                                 | Németország (GER)                                   | 2                                                   | 5                                                   | 3                                                   | 10       |
| 13.                                                 | Dél-Korea (KOR)                                     | 1                                                   | 4                                                   | 2                                                   | 7        |
| 14.                                                 | Nagy-Britannia (GBR)                                | 1                                                   | 3                                                   | 0                                                   | 4        |
| 15.                                                 | Dánia (DEN)                                         | 1                                                   | 1                                                   | 2                                                   | 4        |
| 16.                                                 | Egyesült Német Csapat (EUA)                         | 1                                                   | 1                                                   | 1                                                   | 3        |
| 17.                                                 | Ausztria (AUT)                                      | 1                                                   | 0                                                   | 2                                                   | 3        |
| 18.                                                 | Észtország (EST)                                    | 1                                                   | 0                                                   | 1                                                   | 2        |
| 19.                                                 | Hongkong (HKG)                                      | 1                                                   | 0                                                   | 0                                                   | 1        |
|                                                     |                                                     |                                                     |                                                     |                                                     |          |
| 20.                                                 | Svájc (SUI)                                         | 0                                                   | 2                                                   | 0                                                   | 2        |
| 21.                                                 | Lengyelország (POL)                                 | 0                                                   | 1                                                   | 3                                                   | 4        |
| 22.                                                 | Mexikó (MEX)                                        | 0                                                   | 1                                                   | 0                                                   | 1        |
|                                                     |                                                     |                                                     |                                                     |                                                     |          |
| 23.                                                 | Japán (JPN)                                         | 0                                                   | 0                                                   | 2                                                   | 2        |
| 24.                                                 | Egyesített Csapat (EUN)                             | 0                                                   | 0                                                   | 1                                                   | 1        |
| 24.                                                 | Kanada (CAN)                                        | 0                                                   | 0                                                   | 1                                                   | 1        |
| 24.                                                 | Tunézia (TUN)                                       | 0                                                   | 0                                                   | 1                                                   | 1        |
|                                                     |                                                     |                                                     |                                                     |                                                     |          |
| Összesen                                            | Összesen                                            | 64                                                  | 64                                                  | 64                                                  | 192      |

## Tőr, egyéni
| Olimpia              | Arany                                      | Ezüst                                                            | Bronz                                                                 |
| 1924, Párizs         | Ellen Osiier · Dánia (DEN)                 | Gladys Davies · Nagy-Britannia (GBR)                             | Grete Heckscher · Dánia (DEN)                                         |
| 1928, Amszterdam     | Helene Mayer · Németország (GER)           | Muriel Freeman · Nagy-Britannia (GBR)                            | Olga Oelkers · Németország (GER)                                      |
| 1932, Los Angeles    | Ellen Preis · Ausztria (AUT)               | Judy Guinness · Nagy-Britannia (GBR)                             | Bogen Erna · Magyarország (HUN)                                       |
| 1936, Berlin         | Elek Ilona · Magyarország (HUN)            | Helene Mayer · Németország (GER)                                 | Ellen Preis · Ausztria (AUT)                                          |
| 1948, London         | Elek Ilona · Magyarország (HUN)            | Karen Lachmann · Dánia (DEN)                                     | Ellen Müller-Preis · Ausztria (AUT)                                   |
| 1952, Helsinki       | Irene Camber · Olaszország (ITA)           | Elek Ilona · Magyarország (HUN)                                  | Karen Lachmann · Dánia (DEN)                                          |
| 1956, Melbourne      | Gillian Sheen · Nagy-Britannia (GBR)       | Orbán Olga · Románia (ROU)                                       | Renée Garilhe · Franciaország (FRA)                                   |
| 1960, Róma           | Heidi Schmid · Egyesült Német Csapat (EUA) | Valentyina Rasztvorova · Szovjetunió (URS)                       | Maria Vicol · Románia (ROU)                                           |
| 1964, Tokió          | Rejtő Ildikó · Magyarország (HUN)          | Helga Mees · Egyesült Német Csapat (EUA)                         | Antonella Ragno · Olaszország (ITA)                                   |
| 1968, Mexikóváros    | Jelena Novikova · Szovjetunió (URS)        | Pilar Roldán · Mexikó (MEX)                                      | Rejtő Ildikó · Magyarország (HUN)                                     |
| 1972, München        | Antonella Ragno-Lonzi · Olaszország (ITA)  | Bóbis Ildikó · Magyarország (HUN)                                | Galina Gorohova · Szovjetunió (URS)                                   |
| 1976, Montréal       | Tordasi Ildikó · Magyarország (HUN)        | Maria Consolata Collino · Olaszország (ITA)                      | Jelena Belova · Szovjetunió (URS)                                     |
| 1980, Moszkva        | Pascale Trinquet · Franciaország (FRA)     | Maros Magda · Magyarország (HUN)                                 | Barbara Wysoczańska · Lengyelország (POL)                             |
| 1984, Los Angeles    | Luan Csü-csie (Luan Jujie) · Kína (CHN)    | Cornelia Hanisch · NSZK (FRG)                                    | Dorina Vaccaroni · Olaszország (ITA)                                  |
| 1988, Szöul          | Anja Fichtel · NSZK (FRG)                  | Sabine Bau · NSZK (FRG)                                          | Zita-Eva Funkenhauser · NSZK (FRG)                                    |
| 1992, Barcelona      | Giovanna Trillini · Olaszország (ITA)      | Vang Huj-feng (Wang Huifeng) · Kína (CHN)                        | Tatyjana Szadovszkaja · Egyesített Csapat (EUN)                       |
| 1996, Atlanta        | Laura Badea · Románia (ROU)                | Valentina Vezzali · Olaszország (ITA)                            | Giovanna Trillini · Olaszország (ITA)                                 |
| 2000, Sydney         | Valentina Vezzali · Olaszország (ITA)      | Rita König · Németország (GER)                                   | Giovanna Trillini · Olaszország (ITA)                                 |
| 2004, Athén          | Valentina Vezzali · Olaszország (ITA)      | Giovanna Trillini · Olaszország (ITA)                            | Sylwia Gruchała · Lengyelország (POL)                                 |
| 2008, Peking         | Valentina Vezzali · Olaszország (ITA)      | Nam Hjonhi · Dél-Korea (KOR)                                     | Margherita Granbassi · Olaszország (ITA)                              |
| 2012, London         | Elisa Di Francisca · Olaszország (ITA)     | Arianna Errigo · Olaszország (ITA)                               | Valentina Vezzali · Olaszország (ITA)                                 |
| 2016, Rio de Janeiro | Inna Gyeriglazova · Oroszország (RUS)      | Elisa Di Francisca · Olaszország (ITA)                           | Ínesz Búbakri · Tunézia (TUN)                                         |
| 2020, Tokió          | Lee Kiefer · Egyesült Államok (USA)        | Inna Gyeriglazova · Az Orosz Olimpiai Bizottság versenyzői (ROC) | Larisza Korobejnyikova · Az Orosz Olimpiai Bizottság versenyzői (ROC) |
| 2024, Párizs         | Lee Kiefer · Egyesült Államok (USA)        | Lauren Scruggs · Egyesült Államok (USA)                          | Eleanor Harvey · Kanada (CAN)                                         |

## Tőr, csapat
| Olimpia              | Arany | Ezüst | Bronz |
| 1960, Róma           | Szovjetunió (URS) · Valentyina Prudszkova · Alekszandra Zabelina · Ljudmila Sisova · Taccjana Pjatrenka · Galina Gorohova · Valentyina Rasztvorova | Magyarország (HUN) · Marvalics Györgyi · Rejtő Ildikó · Nyári Magda · Juhász Katalin · Dömölky Lídia                                 | Olaszország (ITA) · Bruna Colombetti · Velleda Cesari · Claudia Pasini · Irene Camber · Antonella Ragno                          |
| 1964, Tokió          | Magyarország (HUN) · Marosi Paula · Juhász Katalin · Ágoston Judit · Dömölky Lídia · Rejtő Ildikó                                                  | Szovjetunió (URS) · Ljudmila Sisova · Valentyina Prudszkova · Valentyina Rasztvorova · Taccjana Szamuszenka · Galina Gorohova        | Egyesült Német Csapat (EUA) · Heidi Schmid · Helga Mees · Rosemarie Scherberger · Gudrun Theuerkauff                             |
| 1968, Mexikóváros    | Szovjetunió (URS) · Alekszandra Zabelina · Taccjana Szamuszenka · Jelena Novikova · Galina Gorohova · Svetlana Tširkova                            | Magyarország (HUN) · Dömölky Lídia · Bóbis Ildikó · Rejtő Ildikó · Gulácsy Mária · Marosi Paula                                      | Románia (ROU) · Stahl Jencsik Katalin · Drimba-Gyulai Ilona · Maria Vicol · Szabó Orbán Olga · Ana Derșidan-Ene-Pascu            |
| 1972, München        | Szovjetunió (URS) · Jelena Novikova · Galina Gorohova · Taccjana Szamuszenka · Alekszandra Zabelina · Svetlana Tširkova                            | Magyarország (HUN) · Bóbis Ildikó · Rejtő Ildikó · Tordasi Ildikó · Szolnoki Mária · Rónay Ildikó                                    | Románia (ROU) · Jeneiné Gyulai Ilona · Ana Derșidan-Ene-Pascu · Stahl Jencsik Katalin · Szabó Orbán Olga                         |
| 1976, Montréal       | Szovjetunió (URS) · Jelena Belova · Olga Knyazeva · Valentyina Szidorova · Nailja Giljazova · Valentyina Nyikonova                                 | Franciaország (FRA) · Brigitte Latrille · Brigitte Gapais-Dumont · Christine Muzio · Véronique Trinquet · Claudette Herbster-Josland | Magyarország (HUN) · Tordasi Ildikó · Kovács Edit · Maros Magda · Rejtő Ildikó · Bóbis Ildikó                                    |
| 1980, Moszkva        | Franciaország (FRA) · Brigitte Latrille-Gaudin · Pascale Trinquet · Isabelle Boéri-Bégard · Véronique Brouquier · Christine Muzio                  | Szovjetunió (URS) · Valentyina Szidorova · Nailja Giljazova · Jelena Belova · Irina Usakova · Larisza Cagarajeva                     | Magyarország (HUN) · Tordasi Ildikó · Maros Magda · Stefanek Gertrúd · Szőcs Zsuzsanna · Kovács Edit                             |
| 1984, Los Angeles    | NSZK (FRG) · Ute Kircheis-Wessel · Christiane Weber · Cornelia Hanisch · Sabine Bischoff · Zita-Eva Funkenhauser                                   | Románia (ROU) · Aurora Dan · Monika Weber-Koszto · Rozalia Oros · Marcela Moldovan-Zsak · Elisabeta Guzganu                          | Franciaország (FRA) · Laurence Modaine · Pascale Trinquet-Hachin · Brigitte Latrille-Gaudin · Véronique Brouquier · Anne Meygret |
| 1988, Szöul          | NSZK (FRG) · Sabine Bau · Anja Fichtel · Zita-Eva Funkenhauser · Annette Klug · Christiane Weber                                                   | Olaszország (ITA) · Francesca Bortolozzi · Annapia Gandolfi · Lucia Traversa · Dorina Vaccaroni · Margherita Zalaffi                 | Magyarország (HUN) · Jánosi Zsuzsa · Kovács Edit · Stefanek Gertrúd · Szőcs Zsuzsanna · Tuschák Katalin                          |
| 1992, Barcelona      | Olaszország (ITA) · Diana Bianchedi · Francesca Bortolozzi · Giovanna Trillini · Dorina Vaccaroni · Margherita Zalaffi                             | Németország (GER) · Sabine Bau · Annette Dobmeier · Anja Fichtel-Mauritz · Zita-Eva Funkenhauser · Monika Weber-Koszto               | Románia (ROU) · Laura Badea · Roxana Dumitrescu · Claudia Grigorescu · Elisabeta Guzganu-Tufan · Reka Lazăr-Szabo                |
| 1996, Atlanta        | Olaszország (ITA) · Francesca Bortolozzi-Borella · Giovanna Trillini · Valentina Vezzali                                                           | Románia (ROU) · Laura Badea · Reka Lazăr-Szabo · Roxana Scarlat                                                                      | Németország (GER) · Anja Fichtel-Mauritz · Sabine Bau · Monika Weber-Koszto                                                      |
| 2000, Sydney         | Olaszország (ITA) · Diana Bianchedi · Giovanna Trillini · Valentina Vezzali                                                                        | Lengyelország (POL) · Sylwia Gruchała · Magdalena Mroczkiewicz · Anna Rybicka · Barbara Wolnicka-Szewczyk                            | Németország (GER) · Sabine Bau · Rita König · Monika Weber-Koszto                                                                |
| 2004, Athén          | Nem szerepelt az olimpiai programban | Nem szerepelt az olimpiai programban                                                                                                 | Nem szerepelt az olimpiai programban                                                                                             |
| 2008, Peking         | Oroszország (RUS) · Szvetlana Bojko · Jevgenyija Lamonova · Viktorija Nyikisina · Aida Sanajeva                                                    | Egyesült Államok (USA) · Emily Cross · Hanna Thompson · Erinn Smart                                                                  | Olaszország (ITA) · Margherita Granbassi · Ilaria Salvatori · Giovanna Trillini · Valentina Vezzali                              |
| 2012, London         | Olaszország (ITA) · Elisa Di Francisca · Arianna Errigo · Ilaria Salvatori · Valentina Vezzali                                                     | Oroszország (RUS) · Kamilla Gafurzjanova · Inna Gyeriglazova · Larisza Korobejnyikova · Aida Sanajeva                                | Dél-Korea (KOR) · Cson Hiszuk · Csong Girok · O Hana · Nam Hjonhi                                                                |
| 2016, Rio de Janeiro | Nem szerepelt az olimpiai programban | Nem szerepelt az olimpiai programban                                                                                                 | Nem szerepelt az olimpiai programban                                                                                             |
| 2020, Tokió          | Az Orosz Olimpiai Bizottság versenyzői (ROC) · Inna Gyeriglazova · Larisza Korobejnyikova · Marta Martyjanova · Agyelina Zagidullina               | Franciaország (FRA) · Anita Blaze · Astrid Guyart · Pauline Ranvier · Ysaora Thibus                                                  | Olaszország (ITA) · Martina Batini · Erica Cipressa · Arianna Errigo · Alice Volpi                                               |
| 2024, Párizs         | Egyesült Államok · Jacqueline Dubrovich · Lee Kiefer · Lauren Scruggs · Maia Weintraub                                                             | Olaszország · Arianna Errigo · Martina Favaretto · Alice Volpi · Francesca Palumbo                                                   | Japán · Azuma Szera · Ueno Juka · Mijavaki Karin · Kikucsi Komaki                                                                |

## Párbajtőr, egyéni
| Olimpia              | Arany                                | Ezüst                                       | Bronz                                       |
| 1996, Atlanta        | Laura Flessel · Franciaország (FRA)  | Valérie Barlois · Franciaország (FRA)       | Szalay Gyöngyi · Magyarország (HUN)         |
| 2000, Sydney         | Nagy Tímea · Magyarország (HUN)      | Gianna Hablützel-Bürki · Svájc (SUI)        | Laura Flessel-Colovic · Franciaország (FRA) |
| 2004, Athén          | Nagy Tímea · Magyarország (HUN)      | Laura Flessel-Colovic · Franciaország (FRA) | Maureen Nisima · Franciaország (FRA)        |
| 2008, Peking         | Britta Heidemann · Németország (GER) | Ana Brânză · Románia (ROU)                  | Mincza-Nébald Ildikó · Magyarország (HUN)   |
| 2012, London         | Jana Semjakina · Ukrajna (UKR)       | Britta Heidemann · Németország (GER)        | Szun Jü-csie (Sun Yujie) · Kína (CHN)       |
| 2016, Rio de Janeiro | Szász Emese · Magyarország (HUN)     | Rossella Fiamingo · Olaszország (ITA)       | Szun Ji-ven (Sun Yiwen) · Kína (CHN)        |
| 2020, Tokió          | Szun Ji-ven (Sun Yiwen) · Kína (CHN) | Ana Maria Popescu · Románia (ROU)           | Katrina Lehis · Észtország (EST)            |
| 2024, Párizs         | Vivian Kong · Hongkong (HKG)         | Auriane Mallo · Franciaország (FRA)         | Muhari Eszter · Magyarország (HUN)          |

## Párbajtőr, csapat
| Olimpia              | Arany                                                                                                  | Ezüst | Bronz |
| 1996, Atlanta        | Franciaország (FRA) · Valérie Barlois · Laura Flessel · Sophie Moressée-Pichot                         | Olaszország (ITA) · Laura Chiesa · Elisa Uga · Margherita Zalaffi                                                               | Oroszország (RUS) · Karina Aznavurjan · Julija Garajeva · Marija Mazina                                   |
| 2000, Sydney         | Oroszország (RUS) · Karina Aznavurjan · Okszana Jermakova · Tatyjana Logunova · Marija Mazina          | Svájc (SUI) · Gianna Hablützel-Bürki · Sophie Lamon · Diana Romagnoli                                                           | Kína (CHN) · Jang Sao-csi (Yang Shaoqi) · Li Na · Liang Csin (Liang Qin)                                  |
| 2004, Athén          | Oroszország (RUS) · Karina Aznavurjan · Okszana Jermakova · Tatyjana Logunova · Anna Szivkova          | Németország (GER) · Claudia Bokel · Imke Duplitzer · Britta Heidemann                                                           | Franciaország (FRA) · Sarah Daninthe · Laura Flessel-Colovic · Király-Picot Hajnalka · Maureen Nisima     |
| 2008, Peking         | Nem szerepelt az olimpiai programban                                                                   | Nem szerepelt az olimpiai programban                                                                                            | Nem szerepelt az olimpiai programban                                                                      |
| 2012, London         | Kína (CHN) · Hszü An-csi (Xu Anqi) · Li Na · Lo Hsziao-csüan (Luo Xiaojuan) · Szun Jü-csie (Sun Yujie) | Dél-Korea (KOR) · Cshö Indzsong · Cshö Unszuk · Csong Hjodzsong · Szin Aram                                                     | Egyesült Államok (USA) · Courtney Hurley · Kelley Hurley · Maya Lawrence · Susie Scanlan                  |
| 2016, Rio de Janeiro | Románia (ROU) · Loredana Dinu · Simona Gherman · Simona Pop · Ana Maria Popescu                        | Kína (CHN) · Hao Csia-lu (Hao Jialu) · Hszü An-csi (Xu Anqi) · Szun Ji-ven (Sun Yiwen) · Szun Jü-csie (Sun Yujie)               | Oroszország (RUS) · Olga Kocsnyeva · Violetta Kolobova · Tatyjana Logunova · Ljubov Sutova                |
| 2020, Tokió          | Észtország (EST) · Julia Beljajeva · Irina Embrich · Erika Kirpu · Katrina Lehis                       | Dél-Korea (KOR) · Cshö Indzsong (Choi In-jeong) · Kang Jongmi (Kang Young-mi) · I Hjein (Lee Hye-in) · Szong Szera (Song Se-ra) | Olaszország (ITA) · Rossella Fiamingo · Federica Isola · Mara Navarria · Alberta Santuccio                |
| 2024, Párizs         | Olaszország · Rossella Fiamingo · Mara Navarria · Giulia Rizzi · Alberta Santuccio                     | Franciaország · Marie-Florence Candassamy · Alexandra Louis-Marie · Auriane Mallo · Coraline Vitalis                            | Lengyelország · Aleksandra Jarecka · Alicja Klasik · Renata Knapik-Miazga · Martyna Swatowska-Wenglarczyk |

## Kard, egyéni
| Olimpia              | Arany                                                             | Ezüst                                                          | Bronz                                  |
| 2004, Athén          | Mariel Zagunis · Egyesült Államok (USA)                           | Tan Hszüe (Tan Xue) · Kína (CHN)                               | Sada Jacobson · Egyesült Államok (USA) |
| 2008, Peking         | Mariel Zagunis · Egyesült Államok (USA)                           | Sada Jacobson · Egyesült Államok (USA)                         | Rebecca Ward · Egyesült Államok (USA)  |
| 2012, London         | Kim Dzsijon · Dél-Korea (KOR)                                     | Szofja Velikaja · Oroszország (RUS)                            | Olha Harlan · Ukrajna (UKR)            |
| 2016, Rio de Janeiro | Jana Jegorjan · Oroszország (RUS)                                 | Szofja Velikaja · Oroszország (RUS)                            | Olha Harlan · Ukrajna (UKR)            |
| 2020, Tokió          | Szofja Pozdnyakova · Az Orosz Olimpiai Bizottság versenyzői (ROC) | Szofja Velikaja · Az Orosz Olimpiai Bizottság versenyzői (ROC) | Manon Brunet · Franciaország (FRA)     |
| 2024, Párizs         | Manon Brunet · Franciaország (FRA)                                | Sara Balzer · Franciaország (FRA)                              | Olha Harlan · Ukrajna (UKR)            |

## Kard, csapat
| Olimpia              | Arany                                                                                                 | Ezüst | Bronz |
| 2008, Peking         | Ukrajna (UKR) · Olha Harlan · Olena Homrova · Halina Pundik · Olha Zsovnyir                           | Kína (CHN) · Huang Haj-jang (Huang Haiyang) · Ni Hung (Ni Hong) · Pao Jing-jing (Bao Yingying) · Tan Hszüe (Tan Xue)       | Egyesült Államok (USA) · Sada Jacobson · Rebecca Ward · Mariel Zagunis                                                           |
| 2012, London         | Nem szerepelt az olimpiai programban                                                                  | Nem szerepelt az olimpiai programban                                                                                       | Nem szerepelt az olimpiai programban                                                                                             |
| 2016, Rio de Janeiro | Oroszország (RUS) · Julija Gavrilova · Jekatyerina Gyjacsenko · Jana Jegorjan · Szofja Velikaja       | Ukrajna (UKR) · Olha Harlan · Olena Kravacka · Alina Komascsuk · Olena Voronyina                                           | Egyesült Államok (USA) · Monica Aksamit · Ibtihaj Muhammad · Dagmara Wozniak · Mariel Zagunis                                    |
| 2020, Tokió          | Az Orosz Olimpiai Bizottság versenyzői (ROC) · Olga Nyikityina · Szofja Pozdnyakova · Szofja Velikaja | Franciaország (FRA) · Sara Balzer · Cécilia Berder · Manon Brunet · Charlotte Lembach                                      | Dél-Korea (KOR) · Kim Dzsijon (Kim Ji-yeon) · Jun Dzsiszu (Yoon Ji-su) · Cshö Szujon (Choi Soo-yeon) · Szo Dzsijon (Seo Ji-yeon) |
| 2024, Párizs         | Ukrajna · Julija Bakasztova · Alina Komascsuk · Olha Harlan · Olena Kravacka                          | Dél-Korea · Jun Dzsiszu (Yoon Ji-su) · Cshö Szebin (Choi Se-bin) · Cson Hajong (Jeon Ha-young) · Cson Unhje (Jeon Eun-hye) | Japán · Takasima Risza · Ozaki Szeri · Emura Miszaki · Fukusima Sihomi                                                           |